# Пнеумоцистична пнеумонија
Pneumocystis carini пнеумонија (PCP) или Pneumocystis jirovecii пнеумонија (PJP) је облик упале плућа која је изазвана од стране гљивице  Pneumocystis jirovecii.
Pneumocystis гљивице се нормално налазе у плућима здравих особа, када не изазива обољења. Али, ако имунски систем ослаби или се јаве неке друге болести, ова гљивица изазива опортунистичке инфекције.
Око 30-40% свих ПЦП се јавља код инфекција ХИВ-ом или код случајева СИДЕ. Јавља се код особа које супресирају имунски систем, код особа са раком, аутоимуним болестима и код хроничних болести плућа.

## Симптоми
Код инфицираних особа јављају се знаци прехладе, повишена телесна температура, кашаљ, диспнеа и (у тежим случајевима) респираторна инсуфицијенција.

## Пренос
Инциденца ове болести се смањила, с обзиром на растућу превенцију инфекција ХИВ-ом и због антивиралне терапије.
Резервоари заразе су здраве особе са непатолошком колонизацијом плућа. Они имуникомпромитованим особа преносе ову гљивицу, путем ваздуха.

## Патофизиологија
Pneumocystis напада алвеоларни епител тип I, стварајући цисте. Код ових инфекција, значајна је и штета коју наноси само запаљење сопственом организму. Ова оштећења изазивају отежану респирацију, диспнеу, хипоксију и респираторну инсуфицијенцију.
Pneumocystis примарно инфицира алвеоле, али је могућа и дисеминација патогена - због велике слабости домаћина.
Ванплућне форме ове инфекције се виђају код оболелих који је касно почело лечење. У тим случајевима се јављају хепатоспленомегалија и лезије на ушима, кожи, очима и тироидној жлезди.

## Лечење
Лечење се може започети већ на основу фактора ризика и анамнезе. Терапија се спроводи кортикостероидима, у лакшим случајевима орално, али и интравенски.
Примарна терапија траје 3 недеље и најчешће укључује Trimethoprim-Sulfamethoxazole (TMP-SMX).

## Диференцијална дијагноза
Обољења која имају сличну симптоматологију су:
- АРДС
- Вирална и бактеријска пнеумонија
- Туберкулоза
- Legionella пнеумонија
- Mycoplasma инфекције